# 꽌시
꽌시(중국어 간체자: 关系, 정체자: 關係, 병음: guānxi 관시[*])는 관계를 뜻하는 중국어 단어이지만, 중국 문화만의 특색이 있기 때문에 외국에서도 고유 명사로 쓰이는 단어이다. 꽌시는 개인간에 맺은 인연을 통해 만들어진다.

## 같이 보기
- 대나무 네트워크
- 사회 연결망
- 사회 자본
- 인맥